# Amor (Leiría)
Amor es una freguesia portuguesa del municipio de Leiría, con 23,48 km² de superficie y 4747 habitantes (2011). Su densidad de población es de 202,2 hab/km².